# Super Saiyan
Le Super Saiyan (超サイヤ人, Supā Saiya-Jin), parfois orthographié Super Saïyen, également connu sous le nom de Super Guerrier, est un état physique fictif créé par Akira Toriyama dans le manga Dragon Ball (dont la publication a débuté en 1984, mais le concept n'est apparu que bien plus tard, dans la partie qui correspond, dans l'adaptation en anime, à Dragon Ball Z).
Les Saiyans sont des individus issus de la planète Vegeta. Ils possèdent la faculté d'accroître leur force à chaque combat, surtout après avoir frôlé la mort. Arrivés à un certain stade, les plus forts d'entre eux parviennent à se transformer temporairement en un guerrier encore plus puissant, appelé « Super Saiyan ».

## Légende du Super Saiyan
Il s'agit à l'origine d'une légende saiyanne selon laquelle apparaît tous les mille ans au sein de ce peuple un individu doté d'une puissance de loin supérieure à celle de ses congénères et nommé le « Super Saiyan » (initialement appelé « Guerrier Millénaire » dans la traduction française). C'est d'ailleurs par peur de cette naissance (et à la demande de Beerus dans son sommeil[Qui ?]) que Freezer décide de détruire la planète Vegeta.
Dans la série, Son Goku est dans un premier temps présenté comme étant le guerrier millénaire, puisqu'il est le seul Saiyan à son époque qui parvient à atteindre le stade de Super Saiyan. Néanmoins, lorsque, par la suite, Vegeta, Son Gohan, Son Goten et Trunks y parviennent à leur tour (lorsqu'ils sont encore enfants pour ces trois derniers), il est possible de supposer, pour maintenir la cohérence du récit, que la légende était inexacte et que tout Saiyan qui s'entraîne avec acharnement et qui possède un nombre suffisant de cellules S[réf. nécessaire] peut devenir un Super Saiyan. Par ailleurs, le fait que l'ère décrite dans le manga soit marquée par des combats incessants contre des adversaires toujours plus puissants peut expliquer que cinq Saiyans en même temps parviennent à élever leur niveau jusqu'à ce stade. Plus vraisemblablement, il s'agit d'un cas de continuité rétroactive, l'auteur ayant rendu de plus en plus banal un phénomène initialement présenté comme exceptionnel, de façon à poursuivre le récit en introduisant des adversaires encore plus puissants (dans une surenchère permanente qui rend vaine toute tentative d'établissement d'une hiérarchie cohérente des combattants selon leur niveau de puissance, concept pourtant largement mis en avant au début de l'arc des Saiyans) tout en maintenant une dynamique de rivalité ou d'entraide entre plusieurs personnages (sans quoi seul Son Goku aurait été en mesure de mener ces nouveaux combats).

### Broly
En 1993, le film Broly le super guerrier apporte une nouvelle interprétation à cette légende, introduisant un nouveau Saiyan, Broly, en tant que « Super Saiyan Légendaire ». Avec son père Paragus, il est l'un des rares Saiyans à avoir survécu à la destruction de la planète Vegeta.
Né le même jour que Son Goku, Broly avait déjà une puissance incroyablement développée pour un bébé (10 000 unités ce qui était le niveau de l'élite des Saiyans à cette époque). Son berceau se trouvait juste à côté de celui de Son Goku qui ne cessait de pleurer. Ses cris incessants l'auraient fait basculer dans la folie et Broly en garda une haine viscérale envers ce dernier.
Lorsqu'il se transforme en Super Saiyan, ses cheveux sont de couleur jaune-vert. Lorsqu'il se transforme en « Super Saiyan Légendaire » (en se défaisant de son bandeau limitateur de puissance explosé par son augmentation de taille et de largeur), ses cheveux sont de couleur verte, ses yeux totalement blancs, comme révulsés (contrairement aux stades du Super Saiyan classique où la couleur de l'iris et de la pupille passe du noir au vert émeraude) et sa musculature augmente considérablement. Sous cette forme, les attaques de Son Goku et des autres ne lui font aucun effet. De plus, dans le premier film où le personnage de Broly apparaît, sa force semble augmenter en permanence sans qu'il puisse la contrôler.
En 2018, le film Dragon Ball Super: Broly met en scène une nouvelle version du personnage, en l'intégrant dans la trame originale : il porte une nouvelle tenue, sa rencontre avec les protagonistes se déroule autrement, il n'est plus présenté comme un être maléfique, et sa transformation finale n'est plus présentée comme étant le Super Saiyan Légendaire.

### Bardock
Dans l'épisode spécial de 2011, dans lequel est raconté ce qu'il advient de Bardock après l'explosion de la planète Vegeta, l'origine de la légende du Super Saiyan est expliquée. Bardock ayant été propulsé près de 1 000 ans dans le passé de la planète Plant (qui se nommera ensuite Vegeta), il affronte l'un des ancêtres de Freezer, Chilled et se transforme en Super Saiyan pour le terrasser. Chilled, avant de mourir, transmet l'information selon laquelle il faut que ses descendants se méfient d'un Saiyan aux cheveux dorés. Il est à noter que sa transformation survient après que Chilled a frappé un enfant natif de cette planète, qui l'a nourri et soigné pendant sa convalescence, de même que la première transformation de Son Goku survient après l'exécution de Krilin par Freezer ; on peut donc émettre l'hypothèse alternative, quant à l'origine et aux facteurs déclencheurs de cette transformation, qu'elle nécessite un fort attachement émotionnel, ce dont les Saiyans sont en général incapables, estimant que les émotions nuisent à leur efficacité en tant que guerriers, ce qui expliquerait la rareté du phénomène jusqu'à l'époque de Son Goku ; ainsi, malgré sa rage et sa détermination, c'est seulement après s'être laissé gagner par l'amour de Bulma que Vegeta parviendra à son tour à accomplir cette transformation.

## Niveaux de Super Saiyan
Un Saiyan qui devient un Super Saiyan atteint le premier niveau d'une suite de transformations potentielles ; plusieurs niveaux supérieurs sont en effet apparus, chacun correspondant à un nouveau palier de puissance.

### Super Saiyan
Le Super Saiyan (超サイヤ人, Sūpā Saiyajin, littéralement « Super Saiyan ») est tout d'abord présenté comme une légende, selon laquelle tous les 1 000 ans naîtrait parmi les Saiyans un « Super Saiyan légendaire » (« Guerrier Millénaire » dans la traduction française).
À l'époque racontée dans le manga, Son Goku est le premier Saiyan qui parvient à ce stade, lorsque sur Namek, Freezer tue froidement Krilin sous ses yeux. La colère suscitée par la mort de son plus proche ami entraîne sa transformation en Super Saiyan. Ses muscles prennent un peu plus de volume, ses cheveux deviennent dorés et se dressent, ses yeux prennent une couleur entre le bleu turquoise et le vert émeraude, il est entouré d'une aura jaune et il acquiert alors une puissance considérable : la transformation entraîne une explosion de l'énergie de Son Goku. C'est grâce à cette transformation que Son Goku parvient à battre Freezer. Bien qu'il soit parvenu avant cela, dans son état « normal », à réaliser un Kaioken x20 suivi d'un Kaméhaméha que Freezer a difficilement repoussé, il n'aurait jamais pu gagner contre lui sans devenir un Super Saiyan car Freezer possédait une puissance supérieure à son meilleur niveau.
Par la suite, Son Goku n'est pas le seul Saiyan de son époque qui arrive à atteindre ce stade. En effet, lors de son retour sur Terre, Trunks (adulte et venant du futur) se transforme lui aussi en Super Saiyan pour vaincre Freezer et son père le roi Cold. Puis Vegeta, par sa détermination et sa colère due à sa frustration d'être dépassé par Son Goku, réussit à atteindre lui aussi ce niveau après s'être entraîné sans relâche.
Plus tard encore, après l'arrivée de Cell, Son Goku se rend dans la Salle de l'Esprit et du Temps avec Son Gohan afin de l'entraîner. C'est ainsi que Son Gohan parvient à son tour à maîtriser le stade de Super Saiyan.
Quelques années plus tard, Son Goten et Trunks arrivent eux aussi à se transformer en Super Saiyan, malgré leur très jeune âge (7 ans pour Son Goten et 8 ans pour Trunks).
Dans la série Dragon Ball Super, les Saiyans de l'univers 6, notamment Cabba, Kale et Caulifla, atteindront eux aussi le stade de Super Saiyan (Cabba en étant guidé par Vegeta lors du tournoi entre les univers 6 et 7, puis Kale et Caulifla en étant guidées par Cabba en s'entrainant pour le Tournoi du Pouvoir).
Note : Dans le jeu vidéo Dragon Ball Xenoverse 2, bien qu'il n'ait jamais atteint ce niveau dans l'œuvre originale, Nappa a la capacité de se transformer en Super Saiyan.

#### Super Saiyan de niveau 2
Le Super Saiyan de niveau 2 (超サイヤ人第2段階, Sūpā Saiyajin dai ni dankai, littéralement « Super Saiyan de niveau 2 ») est le stade où le Super Saiyan concentre toute son énergie. Sa puissance augmente beaucoup et son aura devient plus grande, avec une légère baisse de vitesse. Vegeta et Trunks (du futur) l'utilisent pour se battre contre Cell. Son Goku atteint aussi cette forme.

#### Super Saiyan de niveau 3
Le Super Saiyan de niveau 3 (超サイヤ人第3段階, Sūpā Saiyajin dai san dankai, littéralement « Super Saiyan de niveau 3 ») est la suite logique du stade précédent. Le Super Saiyan place toute son énergie dans ses muscles. La consommation en énergie est considérablement accrue et la vitesse baisse de manière importante. Trunks (du futur) tente de s'en servir face à Cell mais sans succès, il est certes plus fort, mais beaucoup plus lent, inutile face à Cell qui est très rapide. Son Goku et Vegeta atteignent aussi cette forme mais en comprennent l'inutilité. Seul Son Goku va chercher un compromis, associant cette forme à une vitesse et une endurance extrêmes, atteignant alors la forme ci-dessous.
Dans la version Perfect Edition du manga, Cell affirme qu'il ne s'agit pas d'une transformation propre aux Saiyans mais qu'il s'agit d'une façon de déployer entièrement sa force, que tout combattant peut utiliser. Le cyborg le prouve aussitôt en l'adoptant devant un Trunks médusé.

#### Super Saiyan à pleine puissance
Le Super Saiyan à pleine puissance (超サイヤ人フルパワー, Sūpā Saiyajin furu pawā, littéralement « Super Saiyan à pleine puissance ») est l'état optimal que peut atteindre un Super Saiyan. Le Saiyan parvient à maîtriser sa puissance sous cette forme sans perdre d'énergie et sans s'énerver. Cette ultime étape s'obtient sans transformation mais simplement en s'habituant à être tout le temps en Super Saiyan. L'apparence ressemble à celle du Super Saiyan simple mais ses yeux ne sont plus remplis de colère et ses cheveux sont identiques au Super Saiyan de niveau 3 en plus clairs. Cet état permet de diminuer l'impact sur le corps de la transformation en Super Saiyan. Son Goku et Son Gohan y parviennent dans la salle de l'Esprit et du Temps. Avec le temps, Vegeta, Caulifla, Goten et d'autres semblent maîtriser ce stade. Toutefois, leur aura est presque toujours présente, il ne s'agit donc pas du Super Saiyan à pleine puissance.

#### Super Saiyan puissance maximum
Le Super Saiyan puissance maximum (超サイヤ人(フルパワー), Sūpā Saiya-Jin (Furu Pawā)) est une forme atteinte par Broly dans le film Dragon Ball Super: Broly. Elle est similaire au Super Saiyan Légendaire du Broly des films Dragon Ball Z et au Super Saiyan Berserker de Kale. Tout comme le Super Saiyan Légendaire, la taille et la puissance de Broly augmentent et ses cheveux dorés deviennent verts.
Note : L'état de Super Saiyan maîtrisé de Son Goku et Son Gohan est également appelé Super Saiyan à pleine puissance. Cependant, il s'agit simplement de la pleine maîtrise de la forme Super Saiyan, à distinguer de la forme décrite ci-dessus.

### Super Saiyan 2
Le Super Saiyan 2 (超サイヤ人2, Sūpā Saiyajin tsū, littéralement « Super Saiyan 2 ») est accessible uniquement lorsque le Saiyan maîtrise parfaitement le premier niveau. Son Gohan est le premier à accéder à ce stade lors de son combat contre Cell. Les cheveux se dressent totalement, la masse musculaire augmente légèrement, les yeux deviennent bleus et l'aura est électrifiée. La force et la rapidité augmentent.
Son Goku atteint plus tard ce niveau lors de son entraînement au paradis, entre la mort de Cell et le retour de Boo. Quant à Vegeta, il est suggéré que ce dernier l'ait également atteint après de très nombreux entraînements à la même période mais n'est montré réellement pour la première fois dans cette transformation qu'après avoir été volontairement ensorcelé par Babidi, en devenant Majin Vegeta.
Dans Dragon Ball Super, grâce aux conseils de Son Goku, Caulifla apprend à se transformer en Super Saiyan 2 et le maîtrise rapidement, pendant le Tournoi du Pouvoir. Lors de ce même tournoi, Cabba atteint aussi ce niveau après avoir été écrasé par une combattante de l'univers 4.
Dans le manga, bien que le terme « Super Saiyan 2 » ait été utilisé une seule fois, le niveau est plutôt qualifié de « stade au dessus du Super Saiyan ».[réf. nécessaire]

### Super Saiyan 3
Le Super Saiyan 3 (超サイヤ人3, Sūpā Saiyajin sūri, littéralement « Super Saiyan 3 ») est une transformation qui ne peut être atteinte qu'avec une quantité phénoménale d'énergie et après beaucoup d'années d'entraînement. Les cheveux s'allongent jusqu'en bas du dos, l'arcade sourcilière s'épaissit légèrement, les sourcils disparaissent et une aura d'éclairs émane du corps du combattant qui l'expérimente. Très puissante, l'énergie se consomme aussi très rapidement si bien que ce stade a une durée très limitée. Il devient aussi plus fort, plus rapide et légèrement plus musclé qu'en Super Saiyan 2. Son Goku parvient à ce niveau en s'entraînant au Paradis mais il ne peut maintenir cette forme que pendant un temps limité : il se rend compte qu'il résiste beaucoup plus longtemps face à Boo sur Terre étant mort qu'avec un corps vivant sur la planète des dieux. Gotenks atteint aussi ce stade et réussit à rivaliser avec Boo, mais uniquement pendant cinq minutes ; en effet l'utilisation du Super Saiyan 3 durant la fusion réduit considérablement la durée de celle-ci. Il en est de même pour Goku dans Dragon Ball GT, son corps d'enfant ne pouvant supporter cette forme uniquement pendant une minute.
Dans Dragon Ball Super, Caulifla, après la résurrection de son univers, décide de s'entraîner pour atteindre ce stade, accompagnée de Kale (qui elle peut atteindre le stade de Super Saiyan Berserker, à l'instar de Broly).
Dans Dragon Ball Daima, Vegeta atteint aussi cette transformation. Il apparaît tout d'abord sous sa forme « Mini », lors de son combat contre le Tamagami n°2, puis plus tard, sous sa forme adulte face à Gomah. Il est à noter que sa coiffure en Super Saiyan 3 est légèrement différente de Son Goku et Gotenks. En effet, ses cheveux deviennent plus longs et se dressent, au lieu de retomber (ce qui pourrait rappeler la forme « Beast » de Son Gohan). 
Note : Dans les jeux Raging Blast, bien qu'ils n'aient jamais atteint ce stade dans l'œuvre originale, Vegeta (sauf dans Dragon Ball Daima) et Broly sont jouables sous cette forme, et ce, sans limite de temps.

### Super Saiyan Divin
Le Super Saiyan Divin (超サイヤ人ゴッド, Sūpā Saiyajin goddo, littéralement « Super Saiyan Divin ») est la forme atteinte par Son Goku dans le film Dragon Ball Z: Battle of Gods et dans le premier arc de la série Dragon Ball Super. Cette forme peut être atteinte grâce aux pouvoirs combinés de cinq Saiyans au cœur pur.
C'est le Dieu de la destruction Beerus qui évoque cette transformation pour la première fois, lors de sa venue sur Terre. Les amis de Goku font alors appel à Shenron qui leur raconte l'histoire du Super Saiyan Divin et leur explique comment le faire apparaître. Les cinq Saiyans, Son Gohan, Son Goten, Trunks, Vegeta et enfin Pan (dans le ventre de sa mère Videl, n'étant pas encore née), transmettent leur aura vers Son Goku, qui est ensuite entouré d'une énergie bleue provenant d'eux.
Cette transformation est caractérisée par une chevelure pourpre avec des yeux rouges, une musculature qui s'affine, une aura de flammes autour du corps ainsi qu'une durée de 15 minutes. Lorsque Son Goku atteint cette forme, toute personne ne possédant pas d'attribut divin ne peut ressentir son ki.
Par la suite, il peut se retransformer en Super Saiyan Divin quand il le souhaite, ayant absorbé la puissance de cette transformation, lorsque Beerus tente de détruire la Terre en une seule attaque.
Vegeta est lui aussi parvenu à atteindre ce stade. Il l'utilisera notamment lors de son combat contre Broly dans le film Dragon Ball Super: Broly.

### Super Saiyan Bleu

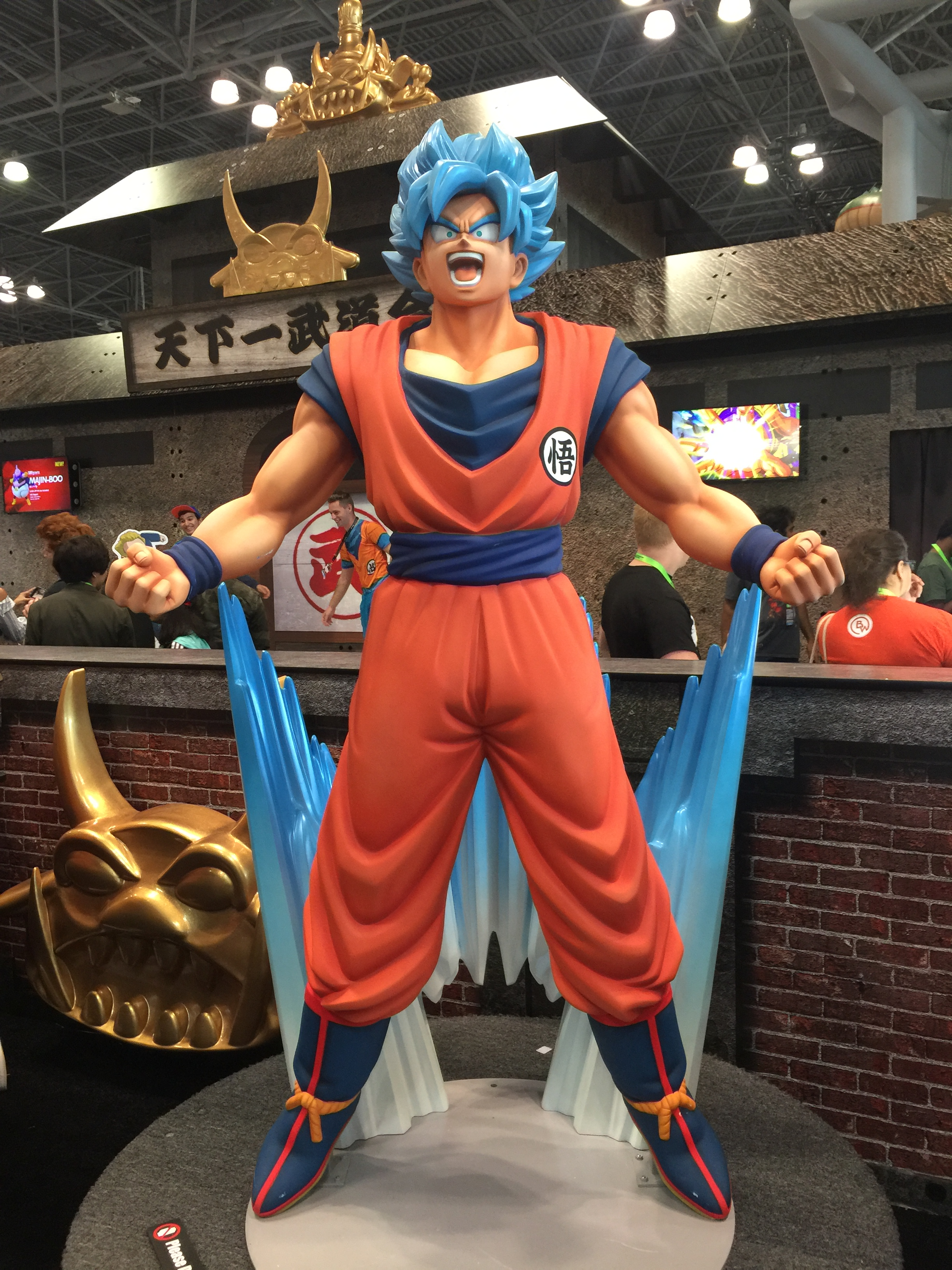
Sculpture de Son Goku en Super Saiyan Bleu à la New York Comic Con 2018.

Le Super Saiyan Bleu (超サイヤ人ブルー, Sūpā Saiyajin burū, littéralement « Super Saiyan Bleu »), (initialement nommé (Super Saiyan Divin Super Saiyan (超サイヤ人ゴッドSS, Sūpā Saiyajin goddo Sūpā Saiyajin, littéralement « Super Saiyan Divin Super Saiyan ») avant le changement de nom), est une nouvelle évolution découlant du Super Saiyan Divin, apparaissant dans le film Dragon Ball Z : La Résurrection de ‘F’ et dans le deuxième arc de la série Dragon Ball Super. Son Goku et Vegeta atteignent cette forme après avoir réussi à absorber et à assimiler les pouvoirs du Super Saiyan Divin en s'étant entraînés avec Whis pour les maîtriser.
Cette nouvelle forme est similaire au Super Saiyan Divin, mais les cheveux sont bleus et hérissés, comme pour le Super Saiyan classique. De plus, le volume musculaire redevient normal et correspond à une transformation du Super Saiyan Divin en Super Saiyan.
Vegetto parvient lui aussi à atteindre ce stade contre Zamasu, mais la fusion ne dure que quelques minutes à cause de la dépense d'énergie excessive. Ce dernier est cependant plus puissant que Beerus comme le confirme le Kaio Shin de l'univers 7 dans le manga.
Goku parvient à décupler la puissance de ce niveau de manière importante grâce à l'aura de Kaio mais uniquement dans l’anime. Dans le manga, Son Goku est en mesure de se battre sous cette forme à égalité contre Zamasu en « enfermant » le pouvoir de l'aura bleue dans son corps[réf. nécessaire] (ce qui lui permet de se battre à fond sans dépenser trop rapidement son ki). Il s'agit d'une différence majeure entre le manga et l’anime : dans ce dernier, cette forme est plus stable et durable.
Dans le film Dragon Ball Super: Broly, Gogeta qui résulte de la fusion entre Son Goku et Vegeta grâce à une danse spéciale, parvient également à atteindre ce niveau.

#### Super Saiyan Bleu à pleine puissance
Le Super Saiyan Bleu à pleine puissance (超サイヤ人ブルーフルパワー, Sūpā Saiyajin burū furu pawā) est le niveau maîtrisé du Super Saiyan Bleu atteint par Son Goku (dans le chapitre 24) et Vegeta (dans le chapitre 27) dans le manga Dragon Ball Super.
Cette forme diffère du Super Saiyan Bleu seulement par la disparition de l'aura bleue, scellée dans le corps du combattant qui l'expérimente[réf. nécessaire].
Dans le manga, Vegeta explique que la durée de la pleine puissance du Super Saiyan Bleu est extrêmement courte. En scellant l'aura bleue dans son corps[réf. nécessaire], Son Goku a surmonté ce problème et se bat constamment à pleine puissance, parvenant même à endurer le combat face à Zamasu fusionné. Face à Jiren, lors de l'arc Survie de l'Univers, cela est inefficace : les attaques ne font que le repousser sans l'égratigner.

#### Super Saiyan Bleu avec l'aura de Kaio
Le Super Saiyan Bleu avec l'aura de Kaio (超サイヤ人ブルー界王拳, Sūpā Saiyajin burū kaiōken, littéralement « Super Saiyan Bleu avec la technique de Kaio »), initialement nommé Super Saiyan God Super Saiyan Kaioken (超サイヤ人ゴッド超サイヤ人界王拳, Sūpā Saiyajin goddo sūpā Saiyajin kaiōken, littéralement « Super Saiyan Divin Super Saiyan avec la technique de Kaio »), est une technique utilisée seulement par Son Goku et exclusive à l’anime.
Elle consiste à employer la technique de l'aura de Kaio en combinaison avec la transformation en Super Saiyan Bleu. Il est alors entouré par l'aura bleue du Super Saiyan Bleu, elle même entourée par l'aura rouge de la technique de Kaio avec quelques éclairs. L'aura de Kaio semble flambée et violente, tandis que l'aura du Super Saiyan Bleu maintient un contour doux. Son corps devient rougeâtre et la couleur s'intensifie à mesure que la puissance de l'aura de Kaio est multipliée, les cheveux prennent également une teinte grisâtre une fois que la puissance est multipliée par 10. Une fois la puissance multipliée par 20, l'apparence est étrangement la même que celle du Super Saiyan Bleu avec l'aura de Kaio puissance 2.
Il voulait initialement utiliser cette technique contre Beerus, mais il l'utilisera contre Hit, lors du tournoi de l'univers 6 contre l'univers 7. Durant son combat, il réussit à combiner le Super Saiyan Bleu et l'aura de Kaio puissance 10, ce qui lui permet de surpasser Hit. Mais cette transformation reste assez lourde à supporter pour le corps du combattant et il sera victime après le tournoi d'une perte de contrôle de son énergie.
Il réutilise cette technique dans les arcs suivants (Trunks du futur et Survie de l'Univers) et dans ce dernier, il parvient à multiplier sa puissance par 20 face à Jiren. En vain, car il est repoussé sans effort. Il semble la réutiliser par la suite : contre Kafla puis les derniers guerriers de l'Univers 2, et enfin à nouveau contre Jiren.

#### Super Saiyan Bleu évolué
Le Super Saiyan Bleu évolué (超サイヤ人シンカ, Sūpā Saiyajin burū shinka) (ou Au-delà du Super Saiyan Bleu (超サイヤ人ブルーそしてその先, Sūpā Saiyajin burū soshite sono saki), ou encore Super Saiyan divin Super Saiyan évolué (超サイヤ人ゴッド超サイヤ人 進化, Sūpā Saiyajin Goddo Sūpā Saiyajin Shinka)) est le niveau supérieur du Super Saiyan Bleu atteint par Vegeta lors de son combat contre Jiren, dans la série Dragon Ball Super, une fois qu'il a brisé la limite de son potentiel. En réalité, il tentait d'atteindre l'Ultra Instinct, mais n'ayant pas la même opinion de la puissance que Son Goku, il n'a pas pu y arriver.
Cette forme ressemble au Super Saiyan Bleu, mais avec quelques différences. Les cheveux, les sourcils, les yeux et l'aura présentent une couleur bleue plus intense que le bleu clair du Super Saiyan Bleu. La musculature gagne en volume et devient similaire à celle d'un Super Saiyan de niveau 2, mais sans perte de vitesse. De plus, l'aura et la pupille sont à mi-chemin entre l'Ultra Instinct et le Super Saiyan Bleu. Une veine est également visible sur le front de Vegeta. Ses yeux arborent dorénavant une pupille visible avec une brillance similaire à celles de l'Ultra Instinct et les particules de l'aura ont un reflet plus intense et sont plus grosses, certaines sont mêmes visibles sous la forme d'une étoile à quatre branches et quelques-unes éclatent comme un feu d'artifice.
Lors de cette transformation, Vegeta a la même puissance que Son Goku en Super Saiyan Bleu couplé à l'aura de Kaio puissance 20. À pleine puissance, il surpasse Son Goku sous cette forme. En revanche, cette transformation est plus faible que l'Ultra Instinct (signe et maîtrisé).

### Autres niveaux dérivés du Super Saiyan

#### Super Saiyan 4
Le Super Saiyan 4 (超サイヤ人4, Sūpā Saiyajin fō, littéralement « Super Saiyan 4 ») est une transformation atteinte dans Dragon Ball GT et Dragon Ball Daima.
Dans Dragon Ball GT, elle est le résultat de la capacité du Saiyan à maîtriser l'énorme puissance de cette mutation en singe géant doré. Lorsque cette forme est maîtrisée, c'est-à-dire que les deux formes de l'être sont en harmonie (le singe et le Saiyan), une sorte de fusion s'effectue, devenant un seul et même être. Cette sorte de fusion semble permanente, le Saiyan est capable de se transformer à volonté à la suite de la première métamorphose. À la différence des stades précédents, les cheveux sont noirs (exception pour Gogéta dont les cheveux deviennent rouges) et le corps se couvre d'une fourrure de singe rouge sauf le torse au niveau des pectoraux et des abdominaux. Sous cette forme, la couleur des yeux varie selon le combattant : ceux de Son Goku deviennent jaunes, ceux de Vegeta restent verts comme au stade Super Saiyan ordinaire, tandis que ceux de Gogeta deviennent bleus. Son Goku, qui est redevenu enfant, reprend sa forme adulte lors de cette transformation tandis que Vegeta, quant à lui, gagne un peu en taille. Son Goku atteint ce stade lors de son combat contre Baby Vegeta et Vegeta lors du combat contre Li Shenron. Pour pouvoir se transformer en singe géant doré, le Saiyan doit avoir sa queue de singe. Ainsi, Son Goku retrouve la sienne grâce à un entraînement du vieux Kaio Shin. Vegeta a eu recours à l'ingéniosité de son épouse Bulma pour atteindre ce stade, ce qui peut expliquer qu'il n'a pas eu besoin de refaire pousser sa queue pour se transformer.
Dans Dragon Ball Daima, Son Goku obtient cette transformation lors de son combat contre Gomah, et ce, grâce à la magie de Neva. Cependant, cette forme diffère un peu avec celle aperçue dans Dragon Ball GT. En effet, la fourrure et les cheveux ont une couleur magenta (contrairement à une fourrure rouge et cheveux noirs dans GT) et il n'a pas de ceinture autour de son pantalon.
Note : Dans le jeu sur borne d'arcade Dragon Ball Heroes, bien qu'ils n'aient jamais atteint cette transformation dans l'œuvre originale, Broly, Son Gohan, Bardock et Vegetto sont capables d'une transformation en Super Saiyan 4.

#### Super Saiyan Rage
Le Super Saiyan Rage (超サイヤ人怒り, Sūpā Saiyajin ikari, littéralement « Super Saiyan enragé ») est une transformation provoquée par une grande colère en étant en Super Saiyan. Cette transformation est un niveau supérieur au Super Saiyan 2 et semble être une forme permettant d'utiliser une puissance au-delà de ses limites, de manière instable au départ, puis contrôlée par la suite, sans pour autant drainer l'énergie comme pour le Super Saiyan 3.
Trunks du futur est le premier à atteindre cette forme dans la série Dragon Ball Super, lors du combat contre Black Goku, les actions de ce dernier déclenchant la colère de Trunks.
La chevelure est un peu plus longue et plus hérissée, la musculature est légèrement plus développée. L'aura est jaune dorée accompagnée temporairement d'éclairs pouvant rappeler le stade Super Saiyan 2. Mais ce qui différencie cette transformation du Super Saiyan 2 est que l'aura n'est pas agressive et son côté intérieur possède une couleur bleutée, deux éléments faisant penser au Super Saiyan Bleu. La force augmente considérablement.

#### Super Saiyan Berserker
Le Super Saiyan Berserker (超サイヤ人(暴走), Sūpā Saiyajin (bōsō), littéralement « Super Saiyan Incontrôlable ») est semblable à la forme légendaire de Broly. Kale est la première personne à être vue sous cette forme dans Dragon Ball Super. Lors du Tournoi du Pouvoir, Vegeta pense que c'est la vraie forme des Saiyans. Les cheveux sont de couleur verte et la musculature augmente considérablement.
Kale parvient ensuite à contrôler sa transformation, qui a un aspect moins imposant et à gérer cette puissance sans en perdre le contrôle. Lorsque Caulifla et Kale fusionnent, donnant la guerrière nommée Kefla, elle possède aussi cette forme.
Note : Dans Super Dragon Ball Heroes, Son Goku, sous l'emprise de Cumber le Saiyan maléfique, utilise le Super Saiyan Berserker. Sous cette forme, sa coupe de cheveux est similaire à celle qu'il possède en Super Saiyan 2. Ses pupilles disparaissent, son aura s'assombrit et des éclairs noirs parcourent son corps.

#### Super Saiyan Rosé
Le Super Saiyan rosé (超サイヤ人ロゼ, Sūpā Saiyajin roze, initialement « Super Saiyan rosé ») est une transformation utilisée par Black Goku (Zamasu dans le corps de Son Goku), lors de son combat contre Son Goku et Vegeta dans Dragon Ball Super.
Le combattant qui la déclenche a la chevelure rose et une aura de la même couleur. Cette transformation semble être la version de Black Goku du Super Saiyan Bleu. Dans le manga, Zamasu suppose que la couleur rose vient du fait qu'il est un dieu.

### Exceptions

#### Faux Super Saiyan
L'intitulé Faux Super Saiyan (擬似超サイヤ人, Giji sūpā Saiyajin, du français littéral « Pseudo-Super Saiyan ») est une transformation de Son Goku lorsqu'il se bat contre Slug dans le film Dragon Ball Z : La Menace de Namek. Ses yeux deviennent blancs et n'ont plus de pupille, ses cheveux deviennent noir-rouge, il apparaît entouré d'une forte quantité d'électricité ainsi que d'une aura similaire à celle qu'il émet sous sa forme originale. C'est une forme différente de celle de Super Saiyan, bien plus faible, n'ayant pas de lien direct avec la légende du « Guerrier Millénaire ». En dehors de ce film, elle apparaît une seule fois dans l'épisode 195 de Dragon Ball Z, quand Son Goku et Paikuhan vont s'occuper de Cell, de Freezer et du roi Cold en Enfer.

#### Super Saiyan 4 Ultra Puissance Max: Limites brisées
Le Super Saiyan 4 Ultra Puissance Max : Limites brisées (超フルパワーサイヤ人４・限界突破, Chō Furu Pawā Saiya-jin Fō Genkai Toppa) est une transformation introduite dans Super Dragon Ball Heroes. C'est une forme qui surpasse le Super Saiyan 4, car elle est équivalente au Super Saiyan Bleu. Pour accéder cette transformation, un Saiyan doit recevoir le ki de quatre autres Saiyans et il est possible pour deux Saiyans de débloquer cette forme en même temps. Sous cette forme, le Saiyan devient une version divine du Super Saiyan 4 : ses cheveux deviennent rougeâtres et sa fourrure vire au magenta ; ses yeux conservent leur couleur précédente, sa puissance se décuple grandement et son aura devient rose. À part les alter-egos Xeno de Goku, Vegeta, Vegetto, Gogeta et Broly, seuls Beat et Note y parviennent.

#### Super Saiyan Bleu Berserker
Le Super Saiyan Bleu Berserker (スーパーサイヤ人じんゴッド超スーパーサイヤ人じん暴ぼう走そう, Sūpā Saiya-Jin Goddo Sūpā Saiya-Jin Bōsō, littéralement « Super Saiyan Bleu Incontrôlable ») est une « version corrompue » du Super Saiyan Bleu créée dans Super Dragon Ball Heroes. Sous cette forme, les pupilles du Saiyan disparaissent, son aura s'assombrit, des éclairs noirs le parcourent et la forme Super Saiyan Berserker, confère à l'utilisateur un aspect aussi agressif qu'un animal sauvage. Son Goku et Vegeta ont obtenu cette transformation lorsque Fu leur a insufflé l'aura maléfique de Cumber.

#### Super Saiyan Bleu Berserker Calme
Le Super Saiyan Bleu Berserker Calme (超サイヤ人ゴッド (スーパーじんスーパーじんぼうそうせいぎょ) 超サイヤ人・暴走制御, Sūpā Saiya-Jin Goddo Sūpā Saiya-Jin Bōsō Seigyo) est une version contrôlée du Super Saiyan Bleu Berserker créée dans Super Dragon Ball Heroes. Sous cette forme, les pupilles du Saiyan sont noires avec des iris bleus, son aura de Super Saiyan Bleu prend le dessus sur l'aura maléfique (celle-ci étant noire, avec les éclairs bleus caractéristiques du Super Saiyan 2), des cernes noires se forment autour des yeux et une veine de son front est saillante. Vegeta l'a acquise lors d'un combat contre Cumber et Turles.

#### Super Saiyan Bleu Universel
Le Super Saiyan Bleu Universel (超サイヤ人ゴッド超サイヤ人・宇宙樹パワー, Sūpā Saiya-Jin Goddo Sūpā Saiya-Jin・Uchūnoki Pawā) est une version universelle du Super Saiyan Bleu, apparu dans le 19e épisode de Super Dragon Ball Heroes. Sous cette forme, l'aura et les cheveux du Saiyan combinent plusieurs nuances de bleu, sa peau brille d'un cyan éclatant et des particules de lumière, caractéristiques de l'Ultra Instinct, s'élèvent autour de lui. Son Goku a obtenu cette forme en prenant à Fu la moitié de l'énergie que ce dernier a prélevé sur l'Arbre-Univers et en la faisant sienne.

#### Super Saiyan Rosé 2
Le Super Saiyan Rosé 2 (超サイヤ (スーパーじんツー) 人ゼ２, Sūpā Saiya-Jin Roze Tsū) est un stade évoluée du Super Saiyan Rosé qui apparaît uniquement dans Super Dragon Ball Heroes.

#### Super Saiyan Rosé 3
Le Super Saiyan Rosé 3 (超サイヤ (スーパーじんスリー) 人ロゼ３, Sūpā Saiya-jin Roze Surī) est un stade évoluée du Super Saiyan Rosé 2. Tout comme le Super Saiyan 3, les cheveux deviennent très long, mais sont de couleur rose. Cette forme apparaît uniquement dans Super Dragon Ball Heroes.

#### Super Saiyan Rosé Puissance Max
Le Super Saiyan Rosé Puissance Max (超スーパーサイヤ人じんロゼ・フルパワー, Sūpā Saiya-jin Roze Furu Pawā) est la forme la plus puissante du Super Saiyan Rosé. La queue et les sourcils repoussent. Cette forme apparaît uniquement dans Super Dragon Ball Heroes.

### Édition simple
1. ↑  Dragon Ball (édition simple) – Volume 27
2. ↑  Dragon Ball (édition simple) – Volume 32
3. 1 2  Dragon Ball (édition simple) – Volume 33

### Autre livre
1. 1 2  Le Dictionnaire de Dragon Ball

#### Édition simple
- Akira Toriyama (trad. du japonais par Kiyoko Chappe), Dragon Ball [« ドラゴンボール »], t. 27 : Le Super Saïyen, Grenoble, Glénat, coll. « Shônen »,‎ 18 juin 1997, 11,5 × 18 cm, couverture couleur, broché (ISBN 978-2-7234-2226-0 et 2-7234-2226-7, ISSN 1253-1928, présentation en ligne)
- Akira Toriyama (trad. du japonais par Kiyoko Chappe), Dragon Ball [« ドラゴンボール »], t. 32 : Transformation ultime, Grenoble, Glénat, coll. « Shônen »,‎ 24 juin 1998, 11,5 × 18 cm, couverture couleur, broché (ISBN 978-2-7234-2350-2 et 2-7234-2350-6, ISSN 1253-1928, présentation en ligne)
- Akira Toriyama (trad. du japonais par Kiyoko Chappe), Dragon Ball [« ドラゴンボール »], t. 33 : Le Défi, Grenoble, Glénat, coll. « Shônen »,‎ 12 juillet 1998, 11,5 × 18 cm, couverture couleur, broché (ISBN 978-2-7234-2351-9 et 2-7234-2351-4, ISSN 1253-1928, présentation en ligne)

#### Autre livre
- Akira Toriyama (trad. du japonais par Olivier Huet), Le Dictionnaire de Dragon Ball, Grenoble, Glénat, coll. « Art of », 3 novembre 1999, 312 p., 18,8 × 26,3 cm, couverture couleur, broché (ISBN 978-2-7234-2945-0 et 2-7234-2945-8, OCLC 422071415, BNF 39110010, présentation en ligne)